# 佐伯修司
佐伯 修司（さいき しゅうじ、1961年〈昭和36年〉9月22日 - ）は、日本の総理府・総務官僚。独立行政法人統計センター理事長。

## 来歴
愛媛県周桑郡丹原町（現・西条市）出身。愛媛県立今治西高等学校を経て、1986年（昭和61年）、東京大学法学部を卒業。同年4月、総理府に入庁。
入庁後、統計行政に携わり、内閣官房行政改革推進室参事官、公益認定等委員会事務局参事官、行政改革推進本部事務局参事官、同事務局総務課長、行政評価局政策評価官、内閣府地域主権戦略室参事官、統計局総務課長、総務省大臣官房秘書課長、同審議官（大臣官房調整部門、行政管理局担当）、同（大臣官房調整部門、行政管理局、統計局担当）、同（大臣官房調整部門、統計局、統計情報戦略推進担当）、統計局統計調査部長などを歴任。統計理論を活用した消費動向指数の開発・提供などに取り組んだ。
2019年（令和元年）7月5日、統計局長兼統計研究研修所長に就任。統計局長在任中、第21回国勢調査が実施され、佐伯は実施本部事務局長として国勢調査実施の準備にあたった。 2020年（令和2年）7月20日、統計研究研修所の併任を解除。2021年（令和3年）7月1日、統計局長を退任し、統計高度利用特別研究官に就任。2023年（令和5年）3月31日、定年退職。同年4月1日、独立行政法人統計センター理事長に就任。